# Greenland Reservoir
Das Greenland Reservoir bildet zusammen mit dem Manorburn Reservoir einen zusammenhängenden Stausee in der Region Otago auf der Südinsel von Neuseeland.

## Geographie
Der Stausee befindet sich im Hochland von Otago, rund 24 km südöstlich von Alexandra und rund 38 km westnordwestliche von Middlemarch. Das rund 3 km² große Gewässer des Greenland Reservoir erstreckt sich über eine Länge von rund 3,9 km in Nordnordwest-Südsüdost-Richtung und misst an seiner breitesten Stelle rund 2,1 km. Der Wasserspiegel des Sees wird mit rund 740 m angegeben.
Das Greenland Reservoir und das rund 1,8 km nördlich liegenden Manorburn Reservoir sind durch ein rund 2,3 km langes flussähnliches Verbindungsstück verbunden, das es ermöglicht, beide Seen auf gleicher Seehöhe zu halten. Das Verbindungsstück bekam den Namen The Narrows.